# Nowofundland
Nowofundland – rasa psa zaliczana do grupy molosów w typie górskim, wyhodowana na Nowej Fundlandii w Kanadzie – stąd jej nazwa. Początkowo użytkowana była przez rybaków jako pies pociągowy, a współcześnie jako pies-towarzysz i pies ratowniczy. Potocznie nazywany jest wodołazem.

## Rys historyczny
Według aktualnego stanu wiedzy rasa pochodzi z Nowej Fundlandii i powstała w wyniku krzyżówek psów zamieszkujących wyspę Indian Beotuk z dużymi psami do polowań na niedźwiedzie, które na wyspę przywieźli około 1100 roku wikingowie. Za protoplastę nowofundlandów uważana jest wymarła już rasa o nazwie St. John's dog. Rasę ukształtowała zapewne także domieszka krwi ras psów przywiezionych z Europy przez rybaków (nie wyklucza się udziału ras hiszpańskich) – jednakże podstawowe cechy rasy pozostały niezmienione i już od około roku 1600 można mówić o dużej stałości rasy – zarówno z punktu widzenia morfologii, jak i użytkowości (cechy charakteru). Dzięki temu nowofundland jest odporny na wpływ nawet bardzo surowych warunków klimatycznych – w tym zwłaszcza przy pracy w wodzie.
Początkowo hodowano je w dwóch podstawowych odmianach barwnych: łaciate i jednobarwne. Z jednobarwnych ustaliły się czarna i brązowa, a z łaciatej powstał landseer, rasa wyodrębniona w 1960 roku.

## Wygląd
Nowofundland to pies masywny i muskularny, o długiej i gęstej szacie, cechujący się dobrą kondycją ruchową, elastycznością i swobodnymi ruchami.
Zgodnie z obecnie obowiązującym w FCI wzorcem rasy, za istotne proporcje uważana jest sylwetka w obrysie prostokąta (wysokość psa jest niższa niż jego długość) – nieco dłuższego u suk, aniżeli u samców; tułów zwarty; głębokość klatki piersiowej jest nieco większa niż odległość od klatki piersiowej do podłoża.

### Budowa
Średnia wysokość w kłębie dla dorosłego psa wynosi 71 cm, a dla dorosłej suki 66 cm.
Przeciętna masa ciała psa to około 68 kg, a suki – około 54 kg.
- Głowa: Masywna, przy czym u suk nieco lżejsza, niż u samców;
- Mózgoczaszka:
  - Czaszka: Kość ciemieniowa szeroka i lekko wysklepiona; kość potyliczna mocno rozwinięta.
  - Stop: Wyraźnie zaznaczony, ale nigdy ostro.

- Trzewioczaszka:

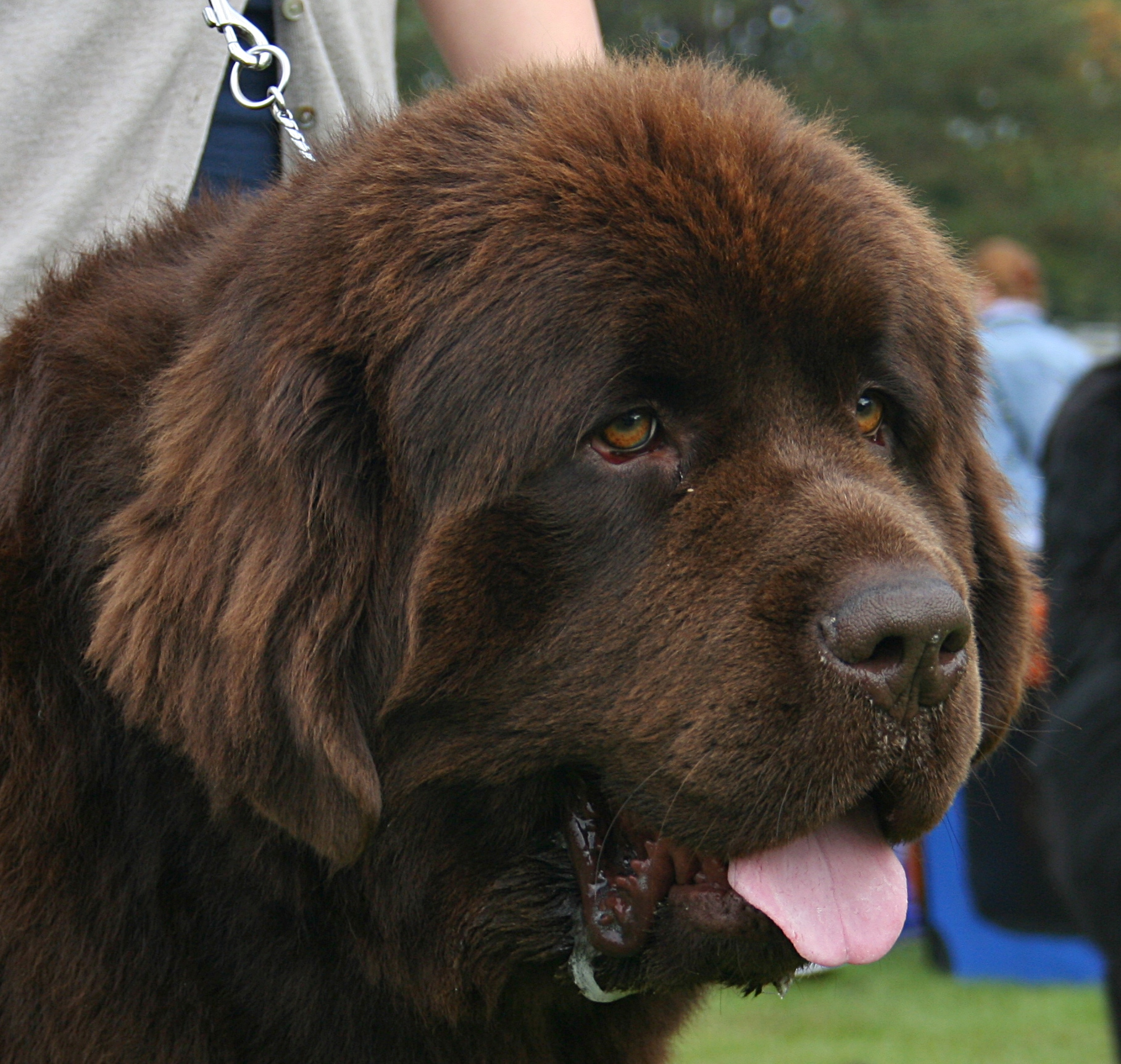
Głowa

  - Nos: Duży, dobrze pigmentowany, nozdrza dobrze rozwinięte; czarny u psów czarnych i biało czarnych, brązowy u psów brązowych.
  - Kufa: o graniastym kształcie, głęboka i umiarkowanie krótka, pokryta krótkim, delikatnym włosem, pozbawiona fałd; kąciki wargowe widoczne, lecz nie przesadnie zaznaczone.
  - Fafle: Miękkie.
  - Zgryz: Zgryz nożycowy lub cęgowy.
  - Oczy: niewielkie, osadzone umiarkowanie głęboko lecz szeroko; trzecia powieka nie powinna być widoczna; ciemnobrązowe u psów czarnych i biało-czarnych, u brązowych dopuszczalne nieco jaśniejsze.
  - Uszy: nieduże, w kształcie trójkąta o zaokrąglonych końcach, osadzone daleko w tyle głowy i do niej przylegające; przy mierzeniu koniec ucha winien u dorosłego psa sięgać do wewnętrznego kącika oka.
- Szyja: Mocna i muskularna; znaczne podgardle niewskazane.
- Tułów: O masywnym kośćcu. Oglądany z boku głęboki i mocny.
  - Górna linia: Pozioma, prosta i stabilna.
  - Grzbiet: szeroki.
  - Lędźwie: Mocne i dobrze umięśnione.
  - Zad: Szeroki, kąt spadku około 30 stopni.
  - Klatka piersiowa: szeroka, pojemna i głęboka, żebra dobrze wysklepione.
  - Linia dolna i brzuch: Prawie horyzontalna, podkasanie niewskazane.

Kończyny:

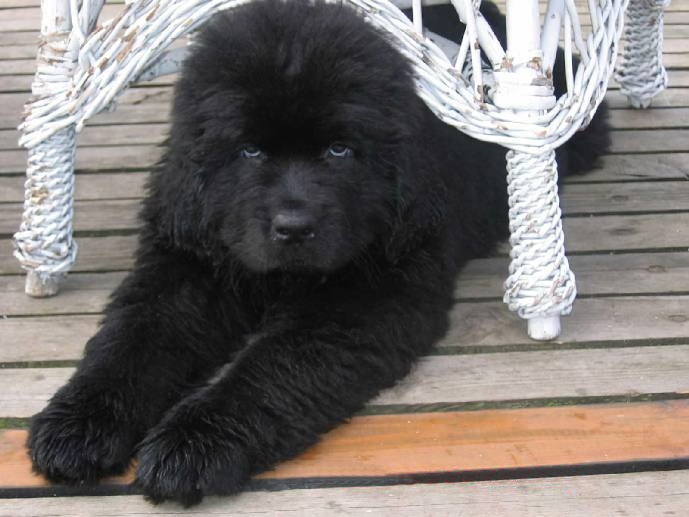
Nowofundland – szczenię

- Przednie: Proste i równoległe, zarówno w pozycji stojącej, jak i w stępie i w wolnym kłusie.
  - Łopatki: Bardzo dobrze umięśnione, ustawione wyraźnie ukośnie.
  - Łokcie: Przylegające.
  - Śródręcze: Nieznacznie nachylone.
  - Łapy: Duże lecz proporcjonalne do tułowia, dobrze zaokrąglone i zwarte, palce mocne i ściśle do siebie przylegające, połączone błoną.
- Tylne:
  - Miednica: mocna, szeroka i długa.
  - Uda: Szerokie i muskularne.
  - Kolana: Dobrze kątowane.
  - Podudzie: Mocne i dość długie.
  - Stawy skokowe: Stosunkowo krótkie, ustawione bardzo nisko, rozstawione szeroko i równolegle do siebie.
  - Łapy: Mocne i zwarte.
- Ogon: O szerokiej i mocnej nasadzie, sięgający do pięty lub nieco poniżej; noszony w linii poziomej, w spoczynku zwisający, pokryty gęstym włosem.
- Chody: Długi wykrok przednich kończyn i mocny napęd kończyn tylnych; nieznaczne kołysanie grzbietem jest naturalne; przy przyspieszaniu kończyny wykazują tendencję do zbieżnego stawiania, linia grzbietu pozostaje pozioma[3].

### Szata
- Włos: Odporny na przemoczenie i wilgoć. Włos okrywy umiarkowanej długości i prosty bez loków (bywa lekko falisty). Podszerstek miękki i gęsty, gęstszy zimą niż latem; włos na czaszce, kufie i uszach krótki i delikatny; pióra na przednich i portki na tylnych kończynach.

### Umaszczenie
Czarne, biało-czarne i brązowe
- Czarne; czasami występują białe znaczenia na piersi, palcach lub na końcu ogona;
- Biało-czarne, preferowane przez hodowców rozmieszczenie znaczeń: czarna głowa, odcięta białą kryzą od reszty, czarny zad i czarna wierzchnia część ogona – pozostała część ciała biała, może mieć jednak minimalne czarne nakrapianie (lepiej żeby go nie było[dlaczego?]) (uwaga: klasyfikacja FCI odróżnia biało-czarnego nowofundlanda od przypominającego go biało-czarnego landseera ect, stanowiącego odrębną rasę, nie uznawaną przez wiele organizacji kynologicznych).
- Brązowe: odcienie od czekoladowego do koloru brązu;
- Stalowe (niebieskie), biało-brązowe, dropiate – występują, lecz nie są uznawane przez wzorzec FCI (psy o takim umaszczeniu w FCI nie uzyskują praw hodowlanych).

## Zachowanie i charakter
Nowofundland uważany jest za jedną z najbardziej przyjacielskich ras – znany jest ze swojej życzliwości, delikatności i łagodności – zwłaszcza w stosunku do ludzi. Niezależnie od swych znacznych rozmiarów świetnie zżywa się z dziećmi. 

## Użytkowość

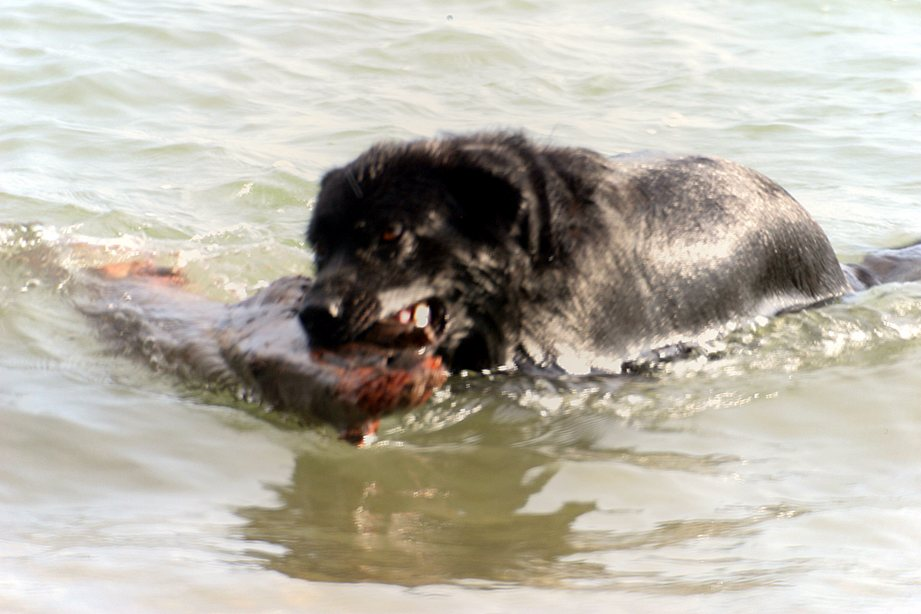
Nowofundlandy lubią pływać i wyciągać z wody wszystko, co znajdą. Wyciągają z wody każdego, nawet wbrew jego woli.

Nowofundland bardzo lubi wodę, doskonale pływa. Początkowo pomagał rybakom przy wyciąganiu sieci na ląd oraz ciągnięciu łodzi. Obecnie jest to pies ratowniczy pracujący w ratownictwie morskim, jak również pies zaprzęgowy używany do transportu ciężkich ładunków (obecnie wyłącznie sportowo) oraz pies-towarzysz. Jest też wykorzystywany w dogoterapii. Nowofundlandy i landsery uratowały wielu tonących ludzi, np. w 1919 roku w Kanadzie doszło do katastrofy parowca Ethie. Nowofundland pomógł wtedy uratować 93 pasażerów.

## Zdrowie i pielęgnacja
Psy tej rasy przejawiają średnie ryzyko do wystąpienia skrętu żołądka, często tragicznego w skutkach. Oczekiwana długość życia wynosi 11 lat. Z racji swojego rozmiaru przejawiają skłonność do dysplazji stawu biodrowego, inne typowe dla rasy problemy zdrowotne to dysplazja stawów łokciowych, choroby oczu, powiek, skóry i układu krążenia. Szata wymaga regularnego szczotkowania.

## Klasyfikacja
W klasyfikacji FCI rasę zaliczono do grupy II (Pinczery i sznaucery, molosy, psy górskie i szwajcarskie psy do bydła), do sekcji 2 – molosy w typie górskim.
Wpisany do wzorców ras pod numerem 50 (ostatnie zmiany we wzorcu pochodzą z 29 października 1996). Nowofundlandy nie podlegają próbom pracy (do uzyskania praw hodowlanych lub championatu międzynarodowego nie są wymagane wyniki konkursów lub zawodów). 
Zgodnie z klasyfikacją amerykańską, rasa należy do grupy psów pracujących. Typ dogowaty.

## Nowofundland w kulturze
- Opiekuńczość rasy znana jest m.in. dzięki postaci suki nowofundlandki o imieniu Nana, występującej w powieści Jamesa M. Barrie Piotruś Pan.
- Właścicielem nowofundlanda był m.in. lord Byron. Jego pies Boatswain, urodzony w 1803 roku w Nowej Fundlandii, zmarł 18 listopada 1808 roku w Newstead Abbey na wściekliznę. Byron uczcił pamięć psa wzniesieniem nagrobka[11].